# داریل هیکمن
داریل هیکمن (انگلیسی: Darryl Hickman) (۲۸ ژوئیهٔ ۱۹۳۱ – ۲۲ مه ۲۰۲۴) یک بازیگر و صداپیشه اهل ایالات متحده آمریکا بود.
از فیلم‌ها یا برنامه‌های تلویزیونی که وی در آنها نقش داشته‌است می‌توان به به بهشت واگذارش کن، خوشه‌های خشم، مقصد گوبی و صحنه‌سازی اشاره کرد.

## درگذشت
هیکمن در 22 مه 2024 در سن 92 سالگی درگذشت.